# ザ・ニッカ
ザ・ニッカ（THE NIKKA）は、ニッカウヰスキーが製造し、アサヒビールが販売する国産ブレンデッド・ウイスキー（原材料の一つとなるモルトウイスキーの一部に海外産の原酒も使用されているため、日本洋酒酒造組合の定めるジャパニーズ・ウイスキーの表示基準に合致しないワールドブレンデッドウイスキー、またはジャパンメイドウイスキー扱いの商品となる）である。

## 概要
ザ・ニッカは2014年にニッカウヰスキー創業80周年、および竹鶴政孝の生誕120周年を記念して作られた新しいブランドである。
当初は同社のブレンデッドウイスキーのフラッグシップ商品である鶴とスーパーニッカの中間に位置する商品であったが、2015年8月をもって鶴が販売終了となったために当商品が事実上の後継商品となった。その後、2016年9月よりノンエイジのみ余市蒸溜所、および宮城峡蒸溜所限定販売品として復活した。
ラインナップとしては、レギュラー商品のザ・ニッカ12年（メーカー希望小売価格5,000円〈税別、2014年9月30日から2015年9月30日まで〉→6,000円〈税別、2015年10月1日から2019年3月31日まで〉）と限定700本のザ・ニッカ40年（終売済み）、そしてシリーズ後発にしてノンエイジ仕様のザ・ニッカ テーラード (Tailored) （メーカー希望小売価格6,000円〈税別〉）からなる。ザ・ニッカ40年はメーカー参考小売希望価格が500,000円（税別）とニッカウヰスキーの中でも最高ランクのウイスキーとなっていた。
通常ブレンデッドウイスキーは、モルトよりグレーンの割合が高いものが多いとされているが、ザ・ニッカではモルトの比率を多くすることで、よりモルトの風味を強くした味わいとなっている。
特にザ・ニッカ40年は、ニッカウヰスキーに現存するものの中で最古と言われている1945年の余市蒸溜所のモルトと、そして1969年の宮城峡蒸溜所における最古のモルトのブレンドというニッカウヰスキー渾身の作品となっている。 
また、2019年3月末をもって終売となったザ・ニッカ12年も、12年以上貯蔵した原酒をブレンドしてできたプレミアム（高級）ブレンデッド・ウイスキーとなっていた。
ボトルは重なり合う着物の衿もとをイメージしたもので、キャップはウイスキー樽を使用し、独特のデザインとなっている。その結果、独特のボトルのデザインが評価され、当商品は2015年10月1日にグッドデザイン賞を受賞した。なお、国産ウイスキーが同賞を受賞するのは2013年度のブラックニッカ リッチブレンド以来、2年ぶりとなる。
2024年7月2日にはニッカウヰスキー創業90周年記念、および竹鶴政孝の生誕130周年記念の一環として企画された数量限定商品のザ・ニッカ ナインディケイズ（IX）（メーカー参考小売希望価格：300,000円〈税別〉）が発売された。

## ラインナップ
現行品
- ザ・ニッカ テーラード（ノンエイジ）700ml （2019年4月9日 - ）
- ザ・ニッカ ナインディケイズ（ノンエイジ）700ml （2024年7月2日 - ）※数量限定品

終売品
- ザ・ニッカ 40年 700ml（2014年9月30日 - 2015年3月31日）
- ザ・ニッカ 12年 700ml（2014年9月30日 - 2019年3月31日）

## 外部サイト
- ザ・ニッカ公式サイト